# Roberto Carlos Leyva
Roberto Carlos Leyva est un boxeur mexicain né le 27 octobre 1979 à Puerto Penasco.

## Carrière
Passé professionnel en 1998, il devient champion d'Amérique du Nord des poids mi-mouches NABO en 2000 et remporte le titre vacant de champion du monde des poids pailles IBF le 29 avril 2001 en battant aux points Daniel Reyes par décision unanime. Leyva conserve son titre en faisant match nul contre Miguel Barrera le 28 septembre 2001 mais perd le combat revanche le 9 août 2002 ainsi que leur troisième affrontement le 22 mars 2003. Il s'inclinera leur de trois autres championnats du monde face à Reyes, Ivan Calderon et Edgar Sosa et mettra un terme à sa carrière sportive en 2011 sur un bilan de 27 victoires, 15 défaites et 1 match nul.

## Référence
1. ↑  (en) Roberto Carlos Leyva vs. Daniel Reyes (boxrec.com)